# Copa Challenger de Voleibol Femenino de 2022
La Copa Challenger de Voleibol Femenino 2022 fue la tercera edición del torneo anual internacional de voleibol femenino disputado por ocho equipos nacionales que otorgó una plaza para la edición 2023 de la Liga de Naciones FIVB. El torneo se llevó a cabo en Zadar, Croacia, entre el 28 y el 31 de julio.
Cuatro equipos hicieron su debut en la Copa Challenger: Camerún, Kasajistán, Francia y Bélgica. Exceptuando a esta última, ninguno de los participantes había disputado alguna vez la Liga de Naciones.

## Clasificación
Un total de 8 equipos se clasificaron al torneo.
| País            | Confederación | Clasificado como                                                                       | Clasificado en      | Ranking FIVB | Participaciones previas | Participaciones previas | Participaciones previas | Mejor performance |
| País            | Confederación | Clasificado como                                                                       | Clasificado en      | Ranking FIVB | Total                   | Primera                 | Última                  | Mejor performance |
| --------------- | ------------- | -------------------------------------------------------------------------------------- | ------------------- | ------------ | ----------------------- | ----------------------- | ----------------------- | ----------------- |
| Camerún         | CAVB          | Mejor rankeado de la CAVB                                                              | 31 de marzo de 2022 | 20           | 0                       | N/A                     | N/A                     | N/A               |
| Colombia        | CSV           | Mejor rankeado de la CSV                                                               | 31 de marzo de 2022 | 17           | 1                       | 2018                    | 2018                    | Subcampeonas      |
| Kazajistán      | AVC           | Mejor rankeado de la AVC                                                               | 31 de marzo de 2022 | 36           | 0                       | N/A                     | N/A                     | N/A               |
| Puerto Rico     | NORCECA       | Mejor rankeado de la NORCECA                                                           | 31 de marzo de 2022 | 18           | 1                       | 2018                    | 2018                    | 3er lugar         |
| Croacia         | CEV           | País anfitrión                                                                         | 8 de abril de 2022  | 27           | 1                       | 2019                    | 2019                    | 4° lugar          |
| Francia         | CEV           | Campeonas Liga Europea de Voleibol 2022                                                | 19 de junio de 2022 | 22           | 0                       | N/A                     | N/A                     | N/A               |
| República Checa | CEV           | Subcampeonas Liga Europea de Voleibol 2022                                             | 19 de junio de 2022 | 23           | 1                       | 2019                    | 2019                    | Subcampeonas      |
| Bélgica         | CEV           | Último lugar entre los desafiantes en la Liga de Naciones de Voleibol Femenino de 2022 | 3 de julio de 2022  | 12           | 0                       | N/A                     | N/A                     | N/A               |

## Sistema de competición
En esta edición se implementó una nueva fórmula de ocho equipos. Los ocho equipos compitieron en un sistema de eliminación directa. El equipo del país anfitrión tuvo un lugar garantizado en la llave eliminatoria y fue colocado en la primera posición. Los otros siete equipos fueron ordenados de la segunda a la octava posición de acuerdo a su clasificación mundial de la FIVB al 3 de julio de 2022. El equipo anfitrión (1.°) jugó en cuartos de final contra el equipo peor ubicado en el ranking FIVB (8.°), el de la segunda posición contra el séptimo, y así sucesivamente.
El ganador del torneo clasificó a la VNL 2023, reemplazando al último clasificado de los equipos desafiantes en la competencia de este año (Bélgica).
| Mejor rankeado      | Peor rankeado        |
| ------------------- | -------------------- |
| Croacia (Anfitrión) | Kazajistán (36)      |
| Bélgica (12)        | República Checa (23) |
| Colombia (17)       | Francia (22)         |
| Puerto Rico (18)    | Camerún (20)         |

## Resultados
- Del 28 al 31 de julio

- Sede:  Kresimir Cosic Sports Hall
- Todos los horarios corresponden a la hora de Zadar, Croacia ( UTC+02:00 )

|  | Cuartos de final | Cuartos de final | Cuartos de final |             |         | Semifinales | Semifinales | Semifinales |             |               | Final         | Final         | Final       |  |
|  | 28 y 29 de julio | 28 y 29 de julio | 28 y 29 de julio |             |         | 30 de julio | 30 de julio | 30 de julio |             |               | 31 de julio   | 31 de julio   | 31 de julio |  |
|  |                  |                  |                  |             |         |             |             |             |             |               |               |               |             |  |
|  |                  |                  |                  |             |         |             |             |             |             |               |               |               |             |  |
|  | 1                | Croacia          | 3                |             |         |             |             |             |             |               |               |               |             |  |
|  | 1                | Croacia          | 3                |             |         |             |             |             |             |               |               |               |             |  |
|  | 8                | Kazajistán       | 0                |             |         |             |             |             |             |               |               |               |             |  |
|  | 8                | Kazajistán       | 0                |             | Croacia | Croacia     | 3           |             |             |               |               |               |             |  |
|  |                  |                  |                  |             | Croacia | Croacia     | 3           |             |             |               |               |               |             |  |
|  |                  |                  | Puerto Rico      | Puerto Rico | 1       |             |             |             |             |               |               |               |             |  |
|  | 4                | Puerto Rico      | Puerto Rico      | Puerto Rico | 1       | 3           |             |             |             |               |               |               |             |  |
|  | 4                | Puerto Rico      |                  |             |         |             |             |             |             |               |               |               |             |  |
|  | 5                | Camerún          | 0                |             |         |             |             |             |             |               |               |               |             |  |
|  | 5                | Camerún          | 0                |             |         |             |             |             |             | Croacia       | Croacia       | 3             |             |  |
|  |                  |                  |                  |             |         |             |             |             |             | Croacia       | Croacia       | 3             |             |  |
|  |                  |                  | Bélgica          | Bélgica     | 1       |             |             |             |             |               |               |               |             |  |
|  | 2                | Bélgica          | Bélgica          | Bélgica     | 1       | 3           |             |             |             |               |               |               |             |  |
|  | 2                | Bélgica          |                  |             |         |             |             |             |             |               |               |               |             |  |
|  | 7                | República Checa  | 0                |             |         |             |             |             |             |               |               |               |             |  |
|  | 7                | República Checa  | 0                |             | Bélgica | Bélgica     | 3           |             |             | Tercer puesto | Tercer puesto | Tercer puesto |             |  |
|  |                  |                  |                  |             | Bélgica | Bélgica     | 3           |             |             | Tercer puesto | Tercer puesto | Tercer puesto |             |  |
|  |                  |                  | Colombia         | Colombia    | 1       |             |             |             |             |               |               |               |             |  |
|  | 3                | Colombia         | Colombia         | Colombia    | 1       | 3           |             |             | Puerto Rico | Puerto Rico   | 3             |               |             |  |
|  | 3                | Colombia         |                  |             |         |             |             |             | Puerto Rico | Puerto Rico   | 3             |               |             |  |
|  | 6                | Francia          | 2                |             |         |             |             |             |             |               | Colombia      | Colombia      | 1           |  |
|  | 6                | Francia          | 2                |             |         |             |             |             |             |               | Colombia      | Colombia      | 1           |  |
|  |                  |                  |                  |             |         |             |             |             |             |               |               |               |             |  |

### Cuartos de final
| Fecha       | Hora  | Equipo 1    | Sets  | Equipo 2        | Set 1 | Set 2 | Set 3 | Set 4 | Set 5 | Total |
| ----------- | ----- | ----------- | ----- | --------------- | ----- | ----- | ----- | ----- | ----- | ----- |
| 28 de julio | 17:00 | Bélgica     | 3 : 0 | República Checa | 25-18 | 25-23 | 25-15 |       |       | 75-56 |
| 28 de julio | 20:00 | Croacia     | 3 : 0 | Kazajistán      | 25-20 | 25-15 | 25-20 |       |       | 75-55 |
| 29 de julio | 17:00 | Colombia    | 3 : 2 | Francia         | 25-17 | 25-16 | 22-25 | 11-25 | 16-14 | 99-97 |
| 29 de julio | 20:00 | Puerto Rico | 3 : 0 | Camerún         | 25-0  | 25-0  | 25-0  |       |       | 75-0  |

### Semifinales
| Fecha       | Hora  | Equipo 1 | Sets  | Equipo 2    | Set 1 | Set 2 | Set 3 | Set 4 | Set 5 | Total |
| ----------- | ----- | -------- | ----- | ----------- | ----- | ----- | ----- | ----- | ----- | ----- |
| 30 de julio | 17:00 | Colombia | 1 : 3 | Bélgica     | 25-21 | 20-25 | 21-25 | 16-25 |       | 82-96 |
| 30 de julio | 20:00 | Croacia  | 3 : 1 | Puerto Rico | 26-24 | 25-17 | 23-25 | 25-17 |       | 99-83 |

### Tercer puesto
| Fecha       | Hora  | Equipo 1    | Sets  | Equipo 2 | Set 1 | Set 2 | Set 3 | Set 4 | Set 5 | Total  |
| ----------- | ----- | ----------- | ----- | -------- | ----- | ----- | ----- | ----- | ----- | ------ |
| 31 de julio | 17:00 | Puerto Rico | 3 : 1 | Colombia | 27-25 | 23-25 | 25-23 | 25-18 |       | 100-91 |

### Final
| Fecha       | Hora  | Equipo 1 | Sets  | Equipo 2 | Set 1 | Set 2 | Set 3 | Set 4 | Set 5 | Total |
| ----------- | ----- | -------- | ----- | -------- | ----- | ----- | ----- | ----- | ----- | ----- |
| 31 de julio | 20:00 | Croacia  | 3 : 1 | Bélgica  | 25-20 | 21-25 | 25-22 | 25-21 |       | 96-88 |

## Posiciones finales
| Pos.              | Equipo          |
| ----------------- | --------------- |
| Medalla de oro    | Croacia VNL     |
| Medalla de plata  | Bélgica         |
| Medalla de bronce | Puerto Rico     |
| 4                 | Colombia        |
| 5                 | Francia         |
| 6                 | República Checa |
| 7                 | Kazajistán      |
| 8                 | Camerún         |

| \| \| \| \| \| Campeón Croacia[4] 1.er título \| Plantel: 2 Mika Grbavica, 3 Ema Strunjak, 4 Božana Butigan, 6 Klara Perić, 7 Laura Miloš, 9 Lucija Mlinar, 10 Dijana Karatović, 11 Beta Dumančić, 12 Josipa Marković, 13 Samanta Fabris , 14 Martina Šamadan, 16 Lea Deak, 19 Izabela Štimac, 20 Natalia Tomić Entrenador: Ferhat Akbaş |
| |
| |
| Campeón Croacia 1.er título |

|                             |
|                             |
| Campeón Croacia 1.er título |

## Clasificadas aLiga de Naciones de Voleibol Femenino de 2023
| Croacia |